# مشعل مشتعل
مشعل مشتعل نام یک کتاب ادبی است که توسط لوئیس مک‌نیس، نویسندهٔ اهل ایرلند نوشته شده‌است.